# Scopula majoraria
Scopula majoraria là một loài bướm đêm trong họ Geometridae.